# Walerian Gwilia
Walerian Gwilia (georgisch ვალერიან გვილია, ukrainisch Валеріане Ярославович Гвілія Waleriane Jaroslawowytsch Hwilija; * 24. Mai 1994 in Sugdidi) ist ein georgisch-ukrainischer Fußballspieler.

## Karriere

### Verein
Gwilia spielte bis 2015 für die Zweitmannschaft von Metalurh Saporischschja. Im August 2014 debütierte er für die Profis von Saporischschja in der Premjer-Liha, als er am vierten Spieltag der Saison 2014/15 gegen den FK Dnipro in der 79. Minute für Ihor Schurachowskyj eingewechselt wurde. Im September 2015 erzielte Gwilia bei einer 1:4-Niederlage gegen Dnipro sein erstes Tor in der höchsten ukrainischen Spielklasse.
Nach dem Ausschluss seines Vereins aus der Liga wechselte er im Januar 2016 nach Belarus zum FK Minsk. Im April 2016 debütierte er in der Wyschejschaja Liha, als er am ersten Spieltag der Saison 2016 gegen den FK Wizebsk in der Startelf stand und in der 88. Minute durch Waleryj Hramyka ersetzt wurde. Am darauffolgenden Spieltag erzielte er bei einem 3:0-Sieg gegen den FK Dinamo Brest sein erstes Tor in der höchsten belarussischen Spielklasse.
Nach 15 Ligaspielen für Minsk wechselte Gwilia im Juli 2016 zum Ligakonkurrenten BATE Baryssau. Mit BATE wurde er zwei Mal belarussischer Meister, zudem qualifizierte er sich mit dem Verein 2017 für die UEFA Europa League, in der Gwilia jedoch nicht eingesetzt wurde.
Im Januar 2018 wechselte er in die Schweiz zum FC Luzern, bei dem er einen bis Juni 2020 laufenden Vertrag erhielt. Sein erstes Spiel für Luzern in der Super League absolvierte er gegen den Grasshopper Club Zürich. Im März erzielte er mit dem Siegtreffer zum 1:0 gegen den FC Basel sein erstes Tor in der höchsten Schweizer Spielklasse.
Die Rückrunde der Saison 2018/19 verbrachte er auf Leihbasis bei Górnik Zabrze in der polnischen Ekstraklasa und wurde anschließend vom Ligarivalen Legia Warschau fest verpflichtet. Dort gewann er zwei Mal die nationale Meisterschaft und ging 2021 weiter zu Raków Częstochowa. Auch mit diesem Verein konnte er trotz langen Verletzungen den Pokalsieg sowie den Meistertitel feiern. Nach kurzer Vereinslosigkeit spielt er nun seit März 2024 für Piast Gliwice.

### Nationalmannschaft
Gwilia debütierte im Juni 2015 in einem Testspiel gegen Moldawien für die ukrainische U-21-Auswahl. Nach vier Spielen für diese Mannschaft kam er im März 2016 in einem U-21-Testspiel gegen die Ukraine erstmals für sein Geburtsland Georgien zum Einsatz.
Im Oktober 2016 debütierte er für die georgische A-Nationalmannschaft, als er in einem WM-Qualifikationsspiel gegen Irland in der Startelf stand. Im September 2017 erzielte er bei einem 1:1-Remis gegen Österreich sein erstes Tor für die georgische Nationalmannschaft.

## Erfolge
BATE Baryssau
- Belarussischer Meister: 2016, 2017
- Belarussischer Superpokalsieger: 2016, 2017

Legia Warschau
- Polnischer Meister: 2020, 2021

Raków Częstochowa
- Polnischer Pokalsieger: 2022
- Polnischer Meister: 2023